# Hosta venusta
Hosta venusta är en sparrisväxtart som beskrevs av Fumio Maekawa. Hosta venusta ingår i släktet funkior, och familjen sparrisväxter. Inga underarter finns listade i Catalogue of Life.